# Karl Lasch
Karl Lasch (Kassel, 29 december 1904 – Breslau, 1 juni 1942) was een Duitse jurist. Hij was tijdens de Duitse bezetting in Polen gouverneur van het district Radom en later Galicië. Hij werd door de Duitse autoriteiten aangeklaagd vanwege corruptie. Nog voordat het proces ten einde was vond hij de dood. Onduidelijk is of het om zelfdoding ging of dat hij geëxecuteerd werd.

## Levensloop
Lasch was de zoon van een dakdekker. Hij bezocht het Wilhelmsgymnasium in zijn geboorteplaats. Na een stage bij de plaatselijke handelsbank besloot hij economie te studeren. Dat deed hij in Keulen, Göttingen en München. In 1927 studeerde hij af. Een jaar later behaalde hij een doctoraat in de politieke wetenschappen aan de Universiteit van Keulen.
Na zijn afstuderen vond Lasch werk bij de Klöckner Groep, maar werd ontslagen vanwege financiële onregelmatigheden. Daarop vond hij werd als accountant in Kassel, maar aan deze functie kwam een einde vanwege een beschuldiging van verduistering. In 1931 verhuisde Lasch naar München waar hij rechten ging studeren. 
Lasch sloot zich in juni 1931 aan bij de NSDAP. Hij werkte voor de juridische afdeling van de partij. Een jaar eerder was hij al lid geworden van de Nationaalsocialistische Vereniging voor Duitse Juristen (BNSDJ). Lasch sloot zich ook aan bij de SA. Tijdens zijn jaren in München leerde hij Hans Frank kennen die in 1933 minister van Justitie in Beieren werd. 
Begin 1934 werd Lasch benoemd tot directeur van de Academie voor Duits Recht. Daarnaast stond hij aan het hoofd van het bureau voor nazi-advocaten bij de buitenlandse tak van de NSDAP. In 1935 verdedigde hij zijn proefschrift, waarvan achteraf bleek dat het voor een groot deel berustte op plagiaat.
Na de Duitse inval in Polen in september 1939 benoemde Frank zijn vriend tot gouverneur van het district Radom, een van de vier districten in het Gouvernement-generaal. In augustus 1941 werd Lasch benoemd tot gouverneur van Galicië. Hij toonde zich gedurende in Polen als een fervent antisemiet die uit eigen beweging en met grote wreedheid anti-Joodse maatregelen instelde. Tegelijkertijd gebruikte hij zijn positie om zichzelf te verrijken ten koste van Joden die hem om hulp vroegen.
De mate van zelfverrijking waaraan Lasch zich schuldig maakte was ook voor Duitse begrippen extreem. Ook werd bekend dat hij de titel Dr. jur. niet volgens de correcte weg had ontvangen. In een overleg tussen Hans Frank en Heinrich Himmler aan het begin van 1942 werd besloten om Lasch te ontheffen uit zijn functie. Zijn opvolger was Otto von Wächter. Franks keuze om Lasch te laten vallen werd mogelijk beïnvloed door het gerucht dat Lasch een relatie had met diens vrouw. Frank dacht – ten onrechte overigens – dat Lasch de biologische vader was van zijn jongste zoon Niklas.
Lasch werd op 24 januari 1942 gearresteerd en opgesloten in Krakau. Hij werd aangeklaagd vanwege corruptie en financiële fraude. Hij stierf op 1 juni 1942, nog voordat het proces was afgelopen. De precieze doodsoorzaak is nooit duidelijk geworden. Mogelijk werd hij doodgeschoten in opdracht van Himmler, een andere optie is dat Lasch zelfmoord pleegde.